# 카자흐 소비에트 사회주의 공화국의 국기

카자흐 소비에트 사회주의 공화국의 국기

카자흐 소비에트 사회주의 공화국의 국기 (뒷면)

카자흐 소비에트 사회주의 공화국의 국기는 1953년 1월 24일에 제정되어 카자흐스탄으로 독립한 후인 1992년 6월 4일까지 사용되었다.
빨간색 바탕 왼쪽 상단에는 노란색 별과 낫과 망치가 그려져 있으며, 국기 아래쪽에는 파란색과 빨간색 두 가지 색의 가로 줄무늬가 그려져 있다.

## 이전 국기

카자흐 소비에트 사회주의 공화국의 국기 (1937년-1940년)
카자흐 소비에트 사회주의 공화국의 국기 (1940년-1953년)

## 같이 보기
- 소련의 국기
- 소련의 공화국의 국기
- 카자흐스탄의 국기